# بیمه دانا
بیمهٔ دانا یکی از شرکت‌های خصوصی ایران در زمینه بیمه است. این شرکت در سال ۱۳۵۳ با همکاری یک شرکت بیمه انگلیسی به نام (به انگلیسی: Commercial Union) فعالیت خود را آغاز کرد. پس از انقلاب ۵۷ و پس از پنج سال فعالیت این شرکت با ۱۲ شرکت خصوصی دیگر ادغام و ملی اعلام شد. پس از اعلام ملی شدن این شرکت فعالیت آن تا سال ۱۳۶۷ متوقف شد.

## تاریخچه
بیمه دانا با سابقه‌ای بیش از ۴۹ سال، به عنوان یکی از شرکت‌های بیمهٔ ایران شناخته می‌شود. این شرکت در سال ۱۳۵۳ با مشارکت شرکت بیمه Commercial Union انگلستان تاسیس و پس از انقلاب اسلامی ایران در سال ۱۳۵۸ به عنوان یک شرکت دولتی به فعالیت خود ادامه داد. بیمه دانا با خدمات بیمه‌ای در رشته‌های مختلف، به عنوان یک شرکت سهامی عام در بورس اوراق بهادار تهران فعالیت می‌کند.

بیمه دانا که در سال ۱۳۵۳ با مشارکت یکی از شرکت‌های بیمه در آن زمان در ایران شروع به فعالیت کرد بعد از ۵ سال و با ادغام با ۱۲ شرکت بیمه خصوصی دیگر تبدیل به یک شرکت دولتی شد اما برای ارزیابی سهام و تسویه حساب با سهامداران داخلی و خارجی براساس مصوبه سال ۱۳۶۰ فعالیت بیمه دانا و ۱۰ شرکت ملی شده دیگر متوقف شدند.
در سال ۱۳۶۷ با اعطای مجوز فعالیت در رشته‌های درمان، عمر و حوادث به صورت تخصصی مجددا شروع به کار کرد. این شرکت همچنین در سال ۱۳۷۶ بیمه دانا توانست مجوز فعالیت در تمامی رشته‌های بیمه را دریافت کند. این شرکت  با داشتن بیش از ۲۰۰۰ شعبه در سرتاسر ایران که ارزش بازاری ۵ هزار میلیارد تومانی را در بورس اوراق بهادار به خود اختصاص داده است.
پس از توقف فعالیت‌های بیمه دانا این شرکت در آذر ۱۳۶۷ آغاز به کارکرد. تا سال ۱۳۷۵ فعالیت‌های این شرکت تنها در چهارچوب بیمه‌های درمان و عمر و حوادث بود اما با تصویب مجلس شورای اسلامی این شرکت مجوز فعالیت در تمام رشته‌های بیمه‌ای را بدست آورد. فعالیت جدی این شرکت در تمام رشته‌های بیمه‌ای از سال ۱۳۷۶ آغاز شد.
- این شرکت هم‌اکنون دارای بیش از ۲۰۰۰ شعبه، نمایندگی و کارگزار در سطح کشور است.

## آسیب‌شناسی
تجربه‌ی کارکنان این بیمه  ثابت کرده است که به ازای هر یک مشتری راضی ۳ نفر به جمع مشتریان افزوده شده و به ازای هر مشتری ناراضی ۲۰ نفر از مشتریان کسر خواهد شد.

## مسئولیت اجتماعی
در سومین دوره جشنواره روابط‌عمومی و مسئولیت اجتماعی که با حضور 100 شرکت در زمینه مسئولیت اجتماعی ارتباط محور (CCSR) برگزار شد، شرکت بیمه دانا در سومین دوره جشنواره روابط‌عمومی و مسئولیت اجتماعی (برند خوب)، موفق به دریافت نشان عالی مسئولیت اجتماعی و تقدیرنامه‌ی انجمن بین المللی روابط‌عمومی شد.

## سامانه تلفن گویای بیمه دانا
سامانه تلفن گویای بیمه دانا با ساختاری ضمن کاهش هزینه و زمان عملیات پاسخگویی به صورت شبانه‌روزی، پاسخگوی نیازها و پرسش‌های تماس‌گیرندگان خواهد بود. بیمه‌گذاران و سایر مردم می‌توانند از طریق شماره تلفن ۸۲۴۶۸-۰۲۱ با خدمات و تسهیلات مختلف شرکت بیمه دانا آشنا شوند.

## ترکیب سهامداران
شرکت اکسیر سودا، شرکت سرمایه گذاری صبا
- بیمه درمان گروهی

- بیمه اتوموبیل

- بیمه مسئولیت

- بیمه مهندسی بیمه انرژی

- بیمه اتش سوزی

- بیمه باربری

- بیمه عمر و پس انداز

- بیمه عمر و حوادث گروهی

- تکافل

رضا جعفری، مدیرعامل و نایب رئیس هیئت مدیره، سیدمجتبی عطری، عضو موظف هیئت مدیره، سید داود حسینی، عضو موظف هیئت مدیره، ابراهیم عباسی، رئیس هیئت مدیره و فرشید جوان آملی، عضو موظف هیئت مدیره دانا را تشکیل می‌دهند.
1. ↑  «تاریخچه بیمه دانا». پورتال بیمه دانا. بایگانی‌شده از اصلی در ۷ آوریل ۲۰۱۱. دریافت‌شده در ۲۸ اسفند ۱۳۸۹.
2. ↑  «بیمه دانا : معرفی و تاریخچه یکی از قدیمی ترین شرکت های ایرانی». ۳ اسفند ۱۴۰۲. دریافت‌شده در ۶ دی ۱۴۰۳.
3. 1 2  «شرکت بیمه دانا». وب‌سایت بیمه مرکزی ایران. بایگانی‌شده از اصلی در ۱۳ دسامبر ۲۰۱۰. دریافت‌شده در ۲۸ اسفند ۱۳۸۹.
4. ↑  «تغییر مدیریت در بیمه دانا». دنیای اقتصاد. دریافت‌شده در ۱۰ دی ۱۴۰۳.
5. ↑  «نشان عالی مسئولیت اجتماعی به شرکت بیمه دانا اهداء شد». صدای بورس. ۹ شهریور ۱۴۰۲. دریافت‌شده در ۶ دی ۱۴۰۳.
6. ↑  «سامانه تلفن گویای بیمه دانا راه‌اندازی شد». دنیای اقتصاد. ۱۵ بهمن ۱۳۸۶. دریافت‌شده در ۶ دی ۱۴۰۳.
7. ↑  «هیئت مدیره». سایت بیمه دانا. دریافت‌شده در ۱۰ دی ۱۴۰۳.